# نواه روبرتسون
نواه روبرتسون (بالإنجليزية: Noah Robertson)‏ هو طبال أمريكي، ولد في 28 يوليو 1983.

## وصلات خارجية
- الموقع الرسمي